# Powiat Nyíregyháza
Powiat Nyíregyháza (węg. Nyíregyházi járás) – jeden z jedenastu powiatów komitatu Szabolcs-Szatmár-Bereg na Węgrzech. Siedzibą władz jest miasto Nyíregyháza.

## Miejscowości powiatu Nyíregyháza
- Apagy
- Kálmánháza
- Kótaj
- Nagycserkesz
- Napkor
- Nyíregyháza
- Nyírpazony
- Nyírtelek
- Nyírtura
- Rakamaz
- Sényő
- Szabolcs
- Tímár
- Tiszanagyfalu
- Újfehértó